# Theorycraft

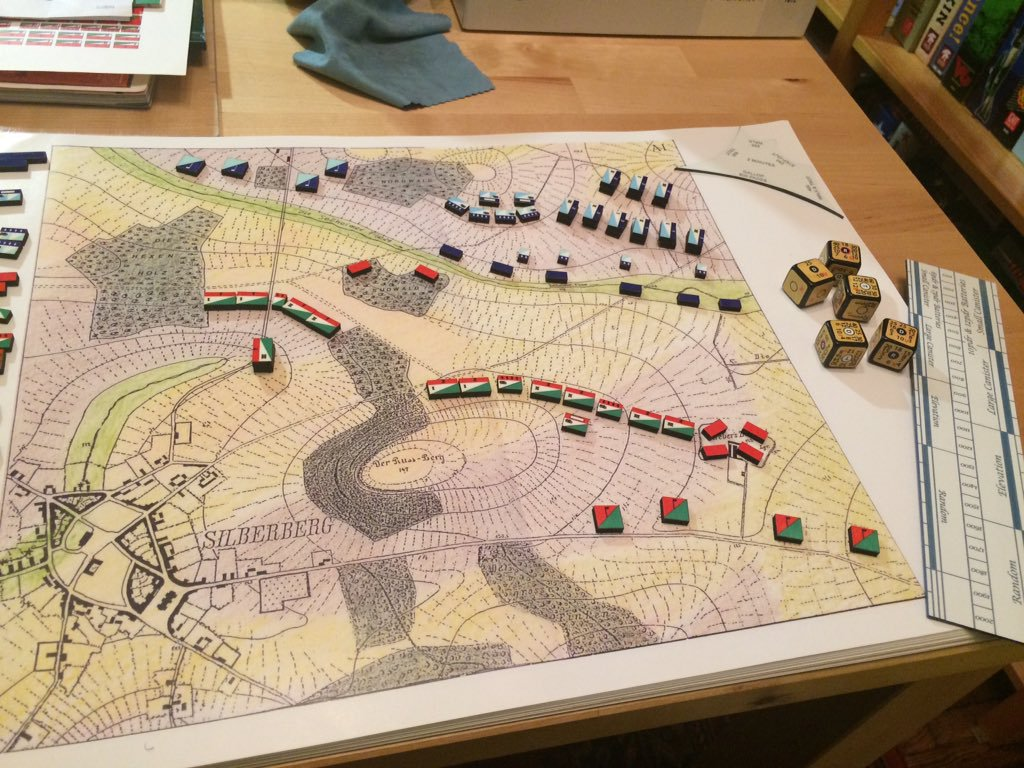
Reconstrução de um jogo militar prussiano, Kriegsspiel, baseado em um conjunto de regras desenvolvido por Georg Heinrich Rudolf Johann von Reiswitz em 1824.

Theorycraft (ou theorycrafting) é a análise matemática da mecânica de um jogo, geralmente jogos eletrônicos, para descobrir estratégias e táticas ideais. A theorycraft frequentemente envolve a análise de sistemas ocultos ou código de jogo subjacente para coletar informações que não são aparentes durante o jogo normal. Theorycraft é semelhante às análises realizadas em esportes ou outros jogos, como a sabermetria do beisebol.
A theorycraft é proeminente em jogos multijogador, onde os jogadores tentam obter vantagem competitiva ao analisar os sistemas de jogo. Como resultado, a theorycraft pode diminuir as barreiras entre jogadores e designers de jogos. Os designers de jogos devem considerar que os jogadores terão uma compreensão abrangente dos sistemas de jogos; e os jogadores podem influenciar o design explorando os sistemas do jogo e descobrindo estratégias dominantes ou não intencionais.
A forma como jogadores elaboram teorias varia de jogo para jogo, mas muitas vezes os jogos sob os mesmos gêneros (por exemplo, jogos de cartas colecionáveis, MMORPG, estratégia por turnos) terão métodos de theorycraft semelhantes. As comunidades desenvolvem formas padronizadas de comunicar suas descobertas, incluindo o uso de ferramentas especializadas para medir e registrar dados de jogos e terminologia e simulações para representar certos dados. A theorycraft comprovadamente potentes geralmente encontram inclusão no meta-jogo. O conhecimento das theorycrafts costuma ser comunicado por meio de blogs, fóruns da comunidade ou guias de jogos.